# 益之宗箴
益之宗箴（えきし そうしん）は、室町時代の臨済宗の僧。俗姓は織田。

## 経歴・人物
叔英宗播の室に入り、その法を嗣ぐ。京都相国寺雲頂院に入り、のち同寺の蔭凉軒の主となり僧録を補佐する。文明17年（1485年）京都天竜寺の住持となる。室町幕府第8代将軍足利義政の東山山荘の造営の補佐もつとめた。書も能くした。